# Wallander – Hämnden
Wallander – Hämnden är en svensk thriller från 2009. Hämnden är den första filmen i den andra omgången med Krister Henriksson som Kurt Wallander. Filmen gick först ut på bio, med biopremiär den 9 januari 2009, och utgavs på DVD den 20 maj samma år.
Till följd av Johanna Sällströms död 2007 ersattes den första seriens två nybakade poliser Linda (Johanna Sällström) och Stefan (Ola Rapace) av polisaspiranterna Isabelle (Nina Zanjani) och Pontus (Sverrir Gudnason). Därtill fick åklagaren Katarina Ahlsell (Lena Endre) göra entré för att Kurt Wallander skulle få ett privatliv (liksom han haft med dottern Linda). Ystads station utgör polishus i filmen, liksom resterande 12 filmer.

## Handling
Ystad lamslås helt när den enda transformatorstationen sprängs i luften. Staden blir utan elektricitet i flera dagar och efter ytterligare attacker kallas militären in för att hantera situationen och skydda viktiga objekt. 

## I rollerna
Återkommande:
- Krister Henriksson – Kommissarie Kurt Wallander
- Lena Endre – Katarina Ahlsell, åklagare
- Mats Bergman – Nyberg, kriminaltekniker
- Douglas Johansson – Martinsson, kriminalinspektör
- Fredrik Gunnarsson – Svartman, polisman
- Marianne Mörck – Ebba, receptionist
- Stina Ekblad – Karin Linder, obducent
- Nina Zanjani – Isabelle, polisaspirant
- Sverrir Gudnason – Pontus, polisaspirant

I detta avsnitt:
- Henny Åman – Hanna, Katharinas dotter
- Lars Väringer – Erik Wester
- Ia Langhammer – Jeanette
- Harald Leander – Daniel Fredén, journalist
- Jens Hultén – Anders Lindström
- Duncan Green – Säpochef
- Anna Ulrika Ericsson – försvarsminister
- Michel Riddez – Wikström
- Johan Wikström – Fredrik Varg, Säpo
- Dan Kandell – Alexander
- Philip Panov – Sebastian
- Christer Söderlund – Bengt Collin
- Pia Halvorsen – Britt Collin
- Ami Rolder – sjukhuschefen
- Inge Johansson – brottsplatsspecialist
- Mats Hägg – brottsplatsspecialist
- Håkan Bengtsson – kraftverksarbetare